# Forsthub Ramsau

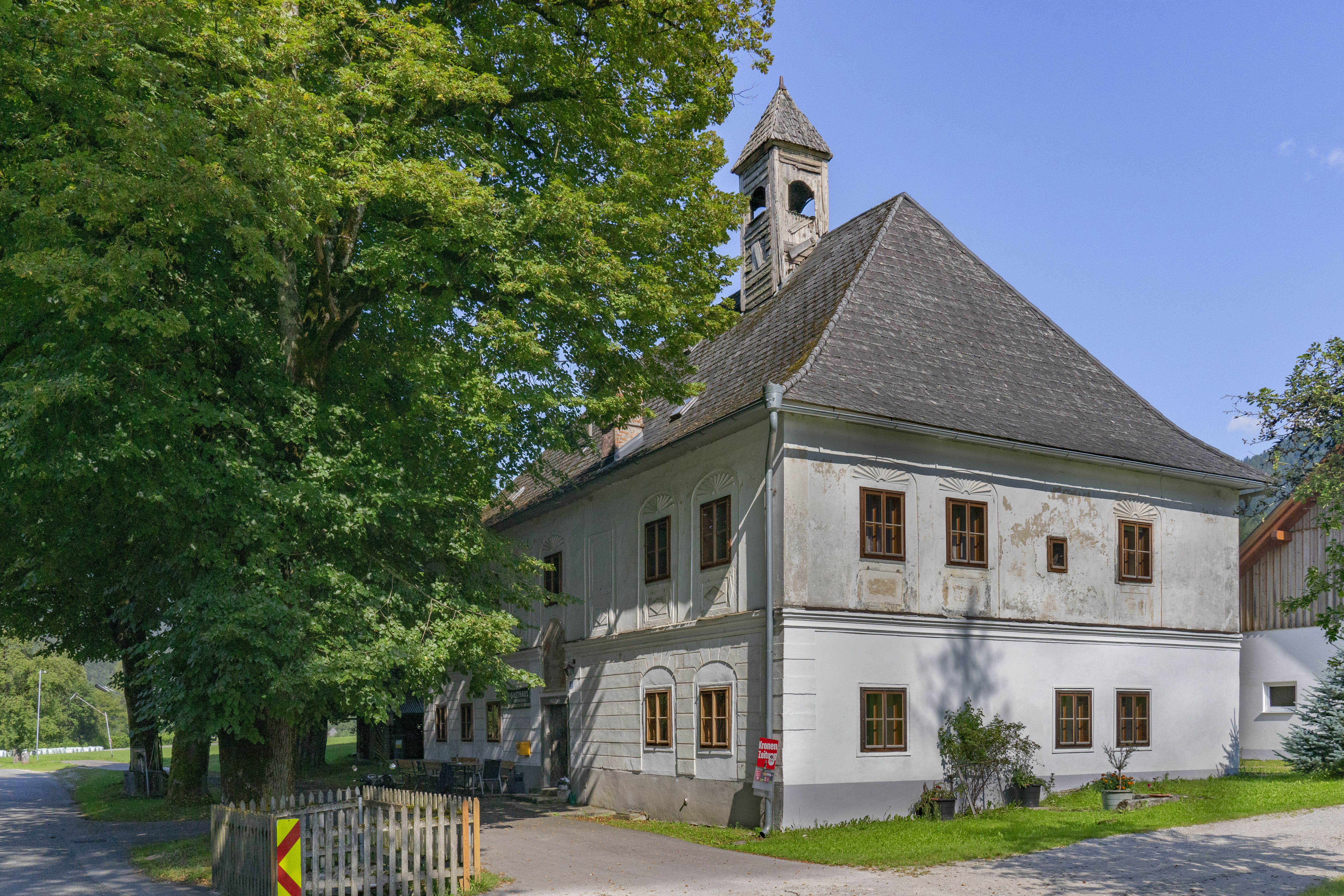
Gasthof Forsthub in Ramsau, Molln

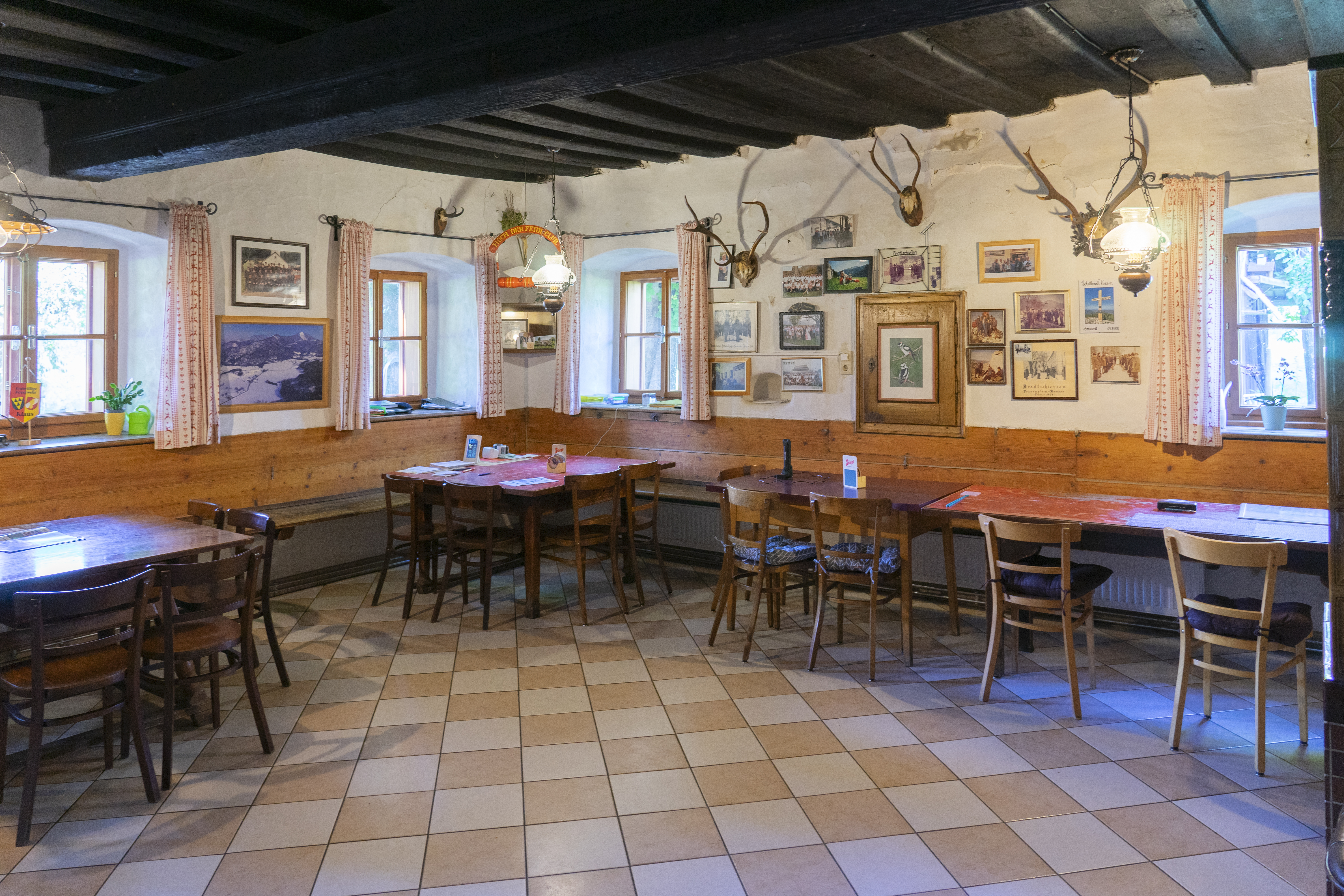
Innenansicht Gasthof Forsthub

Die Forsthub Ramsau ist ein unter Denkmalschutz stehendes Gasthaus (Listeneintrag) in der oberösterreichischen Marktgemeinde Molln (Haus Ramsau Nr. 44, ehem. Nr. 47, Katastralgemeinde Ramsau). Das ehemalige Forstverwalterhaus stammt aus dem 16. Jahrhundert.

## Lage
Die Forsthub Ramsau liegt etwa 2 Kilometer östlich der Wallfahrtskirche Frauenstein und etwa 500 Meter südlich des linken Ufers des Paltenbaches, einem Zufluss der Steyr, am Fuße des Großen Spitzberges (Gipfelhöhe 1396 m ü. A.).

## Geschichte
Die erste schriftliche Erwähnung stammt aus dem Forsturbar der Herrschaft Steyr von 1583, als ein gewisser Leonhard Vorster Inhaber der Forsthub zu Ramsau war. Im Forsturbar von 1667 sind die Rechte und Pflichten des Forstverwalters aufgeführt.
Seit 1938 ist das Gebäude im Besitz der Familie Brösenhuber.

## Baubeschreibung
Das zweigeschoßige Gebäude auf hakenförmigem Grundriss mit Schopfdach verfügt auf der Straßenseite über acht ungleich verteilte Fensterachsen mit Rundbogenfeldern über den Fenstern. Die Eingangstür ist mit dem österreichischen Doppeladler und der Inschrift „SALVA QUARTIA ANNO 1805“ bemalt. Diese Aufschrift deutet auf die Befreiung von der Einquartierungspflicht hin. Am Türsturz des steinernen Rechteckportals ist das Monogramm „17 TF EF 41“ (Thomas Freindl und Eva Freindl) mit der Jahreszahl 1741 zu sehen. Das darüber befindliche Haussegensbild mit der Krönung Mariens durch die Dreifaltigkeit und den beiden Heiligen Florian und Sebastian wurde um 1830 gemalt.
Zum Ensemble gehören auch das gegenüberliegende Wirtschaftsgebäude und eine Kapelle.

## Trivia
Die Dreharbeiten für den Film Rebellen der Berge – Wilderer fanden 2019 in Molln unter anderem in der Forsthub Ramsau, im Hoisn-Haus, im „Museum im Dorf“ und in der Breitenau statt.